# ガーリチ (ロシア)
座標: 北緯58度23分 東経42度21分 / 北緯58.383度 東経42.350度

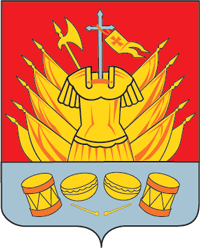
ガーリチの紋章

ガーリチ（ロシア語: Га́лич, Galich）は、ロシア連邦のコストロマ州西部にある古い町。人口は1万2856人（2021年）。

## 地理
ガーリチは州都コストロマからは北東へ121km、ガーリチスコエ湖の南のほとりにある。湖の水はヴョクサ川（Вёкса）を経てブイでコストロマ川に合流している。
ガーリチは、ヤロスラヴリからコテリニチを経てキーロフへ向かうシベリア鉄道本線と州都コストロマの路線が交わる鉄道の結節点でもある。モスクワからは鉄道で約500km。最寄りの街には、45km北東のチューフロマ、48km西のブイがある。

## 歴史

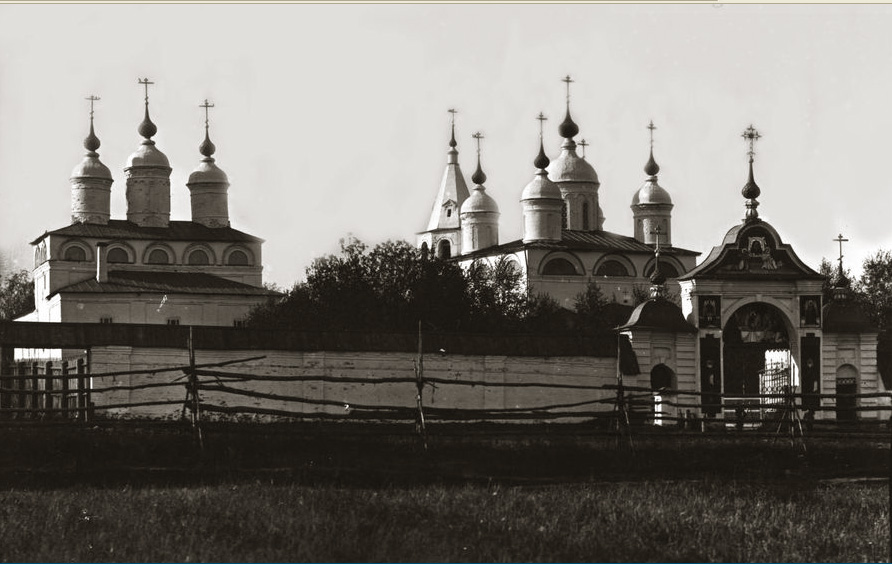
パイシエフ修道院（1900年頃撮影）

ガーリチの町の成立年は定かでなく、1158年または1159年にユーリー・ドルゴルーキー公が築いたとの説もある。中世前期にキエフ・ルーシの人々が築き、現在のウクライナにあるハールィチ（ロシア語名はガーリチ）にちなみガーリチと名付けられたと考えられている。
ガーリチは1234年にグラド・メルスキー（メリャ人の町）の名で記録に初出した。ガーリチには岩塩が豊富にあったことからその採掘と製塩が盛んで、次第にヨーロッパ東部の塩交易の中心地となり、名の由来になったハールィチの町を凌ぐ勢いを見せた。1246年には独自の公国の都であり、アレクサンドル・ネフスキーの弟が治めていた。1363年にはモスクワ大公国に屈服し独立を失い、公の一族はノヴゴロドへ逃れている。
15世紀から16世紀にかけてガーリチは黄金期を迎える。この時期ガーリチはロシアの毛皮交易および塩交易を支配しており、この経済力をもとに15世紀にはドミトリー・シェミャーカらガーリチ公はモスクワ大公位を狙いヴァシーリー2世と戦いを起こすようになる。この頃、町の丘の上にはクレムリ（城塞）が築かれ土の城壁がめぐらされた。この丘は今もシェミャーカの丘と呼ばれている。1450年にはガーリチはついにモスクワ大公国に占領された。
16世紀のガーリチは、ロシア唯一の海港であった白海のアルハンゲリスクとロシア中心部とを結ぶ交易路の重要都市であり、穀物や毛皮の輸出で繁栄していた。17世紀初頭にはロシアは動乱時代に入り、ガーリチはロシア・ポーランド戦争で侵入したポーランド・リトアニア共和国軍により1612年に焼き払われている。
アルハンゲリスクを通じた交易は17世紀の間も続きガーリチの経済を支えたが、18世紀初頭にピョートル1世のロシアがイングリアを手に入れバルト海に面した新首都サンクトペテルブルクを開くと、ガーリチは外国との交易路から外れ経済は衰退した。クレムリもピョートル1世の時代に解体されている。1778年にはエカチェリーナ2世の地方行政改革で市の地位を与えられコストロマ県に属し郡の中心となり、都市計画が進められた。この時期の建築は今もガーリチに残る。
ソビエト連邦時代には大きな工場が建てられ、一時期「イヴァノヴォ工業地区」（現在のイヴァノヴォ州）に属した。

## 経済

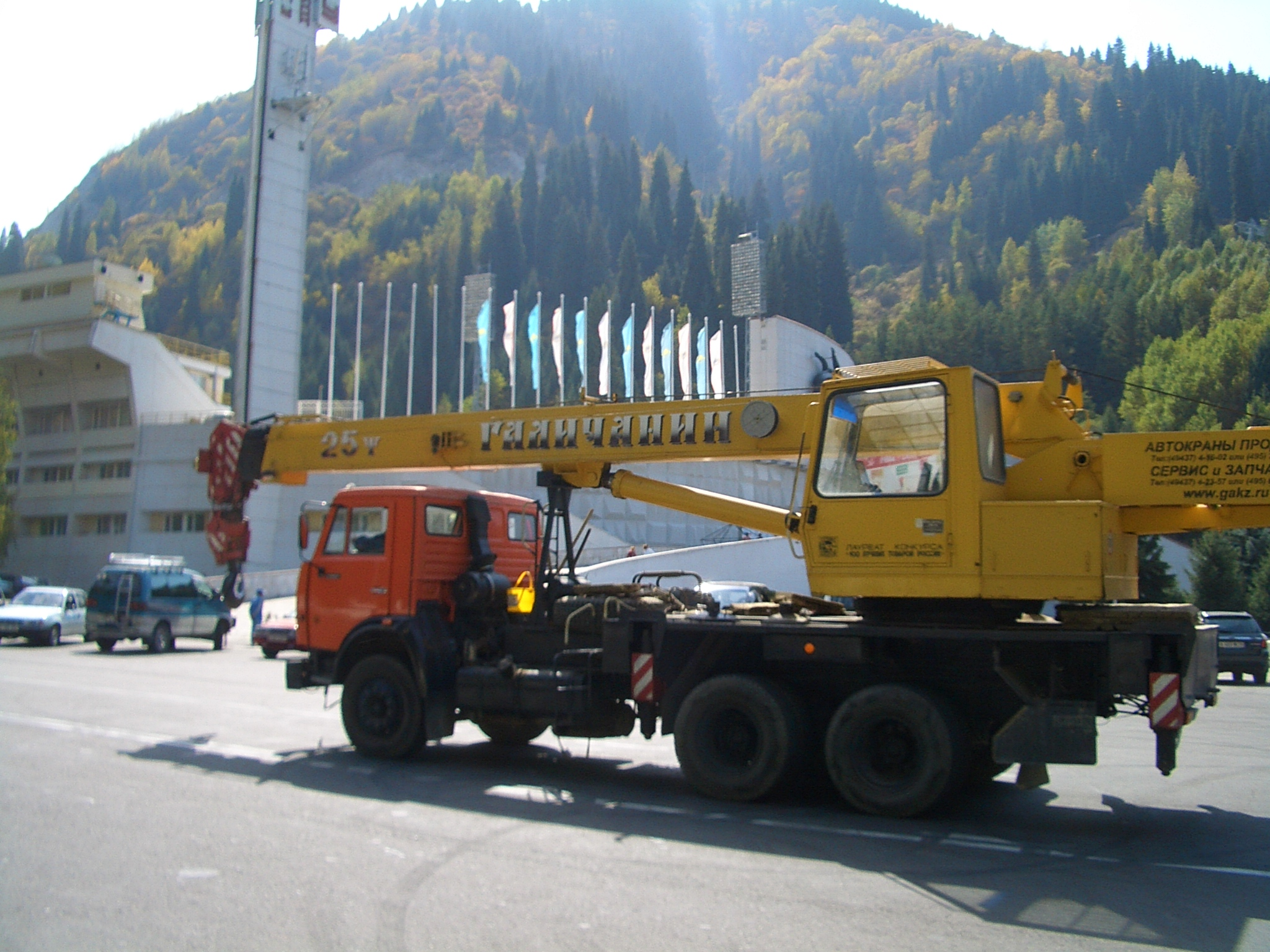
カザフスタンで使われているガーリチ・クレーン車工場製のクレーン車

ガーリチには機械工業、冶金工業、木材加工、家具製造、衣料などの大きな工場がある。代表的な工場が、ガーリチ・クレーン車工場（ОАО "Галичский автокрановый завод"）であり、ロシアのクレーン車製造大手になっている。またガーリチ地区にはFM放送およびテレビ放送のための高さ350mの電波塔が建つ。

## 文化
ガーリチの最古の建築物はパイシエフ修道院で、14世紀初頭に創建され、16世紀に建てられた5つのドームのある聖堂や1642年に建てられた3つのドームのある聖堂が残る。
町の中心には18世紀から19世紀の都市計画で建てられた新古典主義建築の建物が多い。1815年に築かれた生神女福音大聖堂、1825年に建てられた市場などがこれにあたる。
2004年からガーリチでは「ロシアの家族」と題された短編映画祭が催されている。これは「ロシアの伝統的な家族価値を宣伝しロシア社会を精神的・道徳的に癒す」ことを目的としている。